# اتفاقية فيشر - شوفيل
كانت اتفاقية فيشر - شوفيل (بالإنجليزية: Fischer-Chauvel Agreement) هي اتفاقية تم التوصل إليها في عام 1948 بين الحكومتين الفرنسية والإسرائيلية بشأن وضع المؤسسات الفرنسية في دولة إسرائيل المؤسسة حديثًا والتي تطالب بها فرنسا باسم " Domaine national français ". وقع الاتفاقية عن إسرائيل موريس فيشر، وهو دبلوماسي إسرائيلي في فرنسا في ذلك الوقت.
حتى عام 2005، لم تصادق إسرائيل على الاتفاقية، وتستند الادعاءات الفرنسية إلى عمليات الاستحواذ المزعومة (في عهد الدولة العثمانية) التي سبقت تشكيل دولة إسرائيل.
هناك أربعة مواقع في القدس تطالب بها فرنسا باسم Domaine National :
- كنيسة باتر نوستر، والمعروفة أيضًا باسم ملاذ إليونا
- دير البينديكتين في أبو غوش
- قبور السلاطين (مقابر الملوك)
- كنيسة القديسة حنة

## الحوادث
وقد استندت فرنسا إلى الاتفاقية في أواخر عام 1963 فيما يسمى بقضية «الخنازير والرجال (Of Pigs and Men)»، والتي تشمل حوالي 40 خنزيرًا تمت تربيتهم في دير لي فيلي دو لا شاريتو في عين كارم، على الرغم من حظر إسرائيل لمثل هذا النشاط.
ادعى رؤساء فرنسيون أن كنيسة القديسة حنة في القدس تخضع للحماية الفرنسية ومملوكة لحكومة فرنسا وأنها أراضي فرنسية. في عام 1996 أثناء زيارة جاك شيراك للقدس رفض الرئيس الفرنسي دخول الكنيسة حتى غادر الجنود الإسرائيليون الذين رافقوه، في 22 كانون الثاني (يناير) 2020، طالب الرئيس الفرنسي إيمانويل ماكرون أجهزة الأمن الإسرائيلية بمغادرة الكنيسة، قائلاً أيضًا «القواعد موجودة منذ عدة قرون». ولم تدل الحكومة الإسرائيلية بأي تصريح علني بخصوص الأحداث الفرنسية.